# Хосе Мануель Рей
Хосе́ Мануе́ль Рей (ісп. José Manuel Rey, повне ім'я — Хосе Мануель Рей Кортегосо ісп. José Manuel Rey Cortegoso, * 20 травня 1975 року, Каракас, Венесуела) — венесуельський футболіст, найбільш відомий виступами за клуб «Каракас» і збірної Венесуели. Рекордсмен за кількістю проведених матчів за збірну Венесуели — 109 на 2009 рік.

## Біографія
За свою футбольну кар'єру здебільшого виступав за венесуельський футбольний клуб «Каракас», сюди він повертався 5 разів. Виступав також за «Марітіму» (Каракас), двічі за еквадорський «Емелек», шотландський «Данді», іспанський «Понтеведра», колумбійський «Атлетіко Насьйональ», кіпрський «АЕК» Ларнака та грав у оренді за чилійський «Коло-Коло». В 1995 році рахувався гравцем «Депортіво», та за сезон не зіграв жодного матчу.

## Титули та досягнення
- Чемпіон Венесуели (3): 1997, 2004, 2007